# Wallfahrtskirche St. Mariä Heimsuchung (Marienheide)

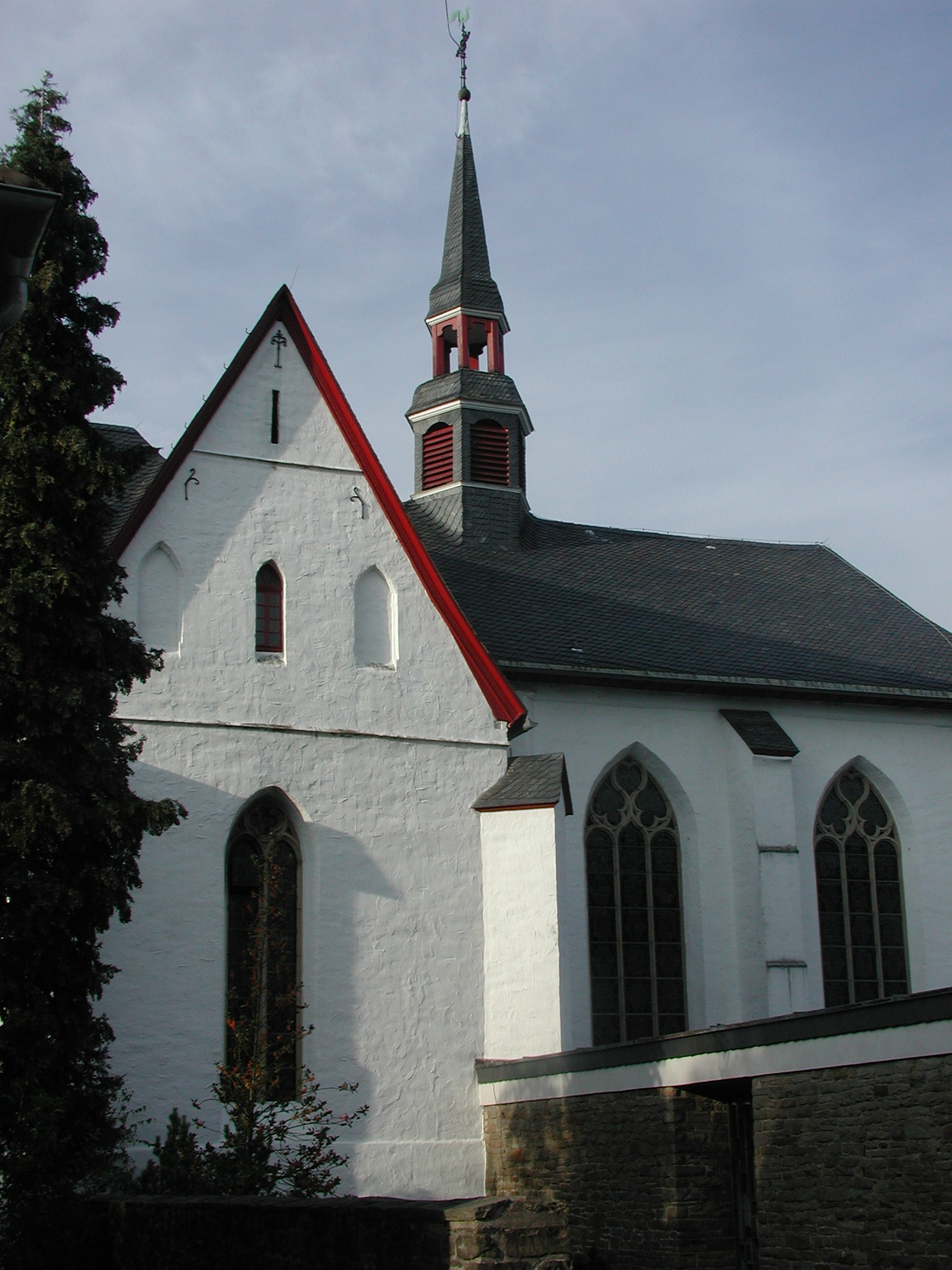
St. Mariä Heimsuchung

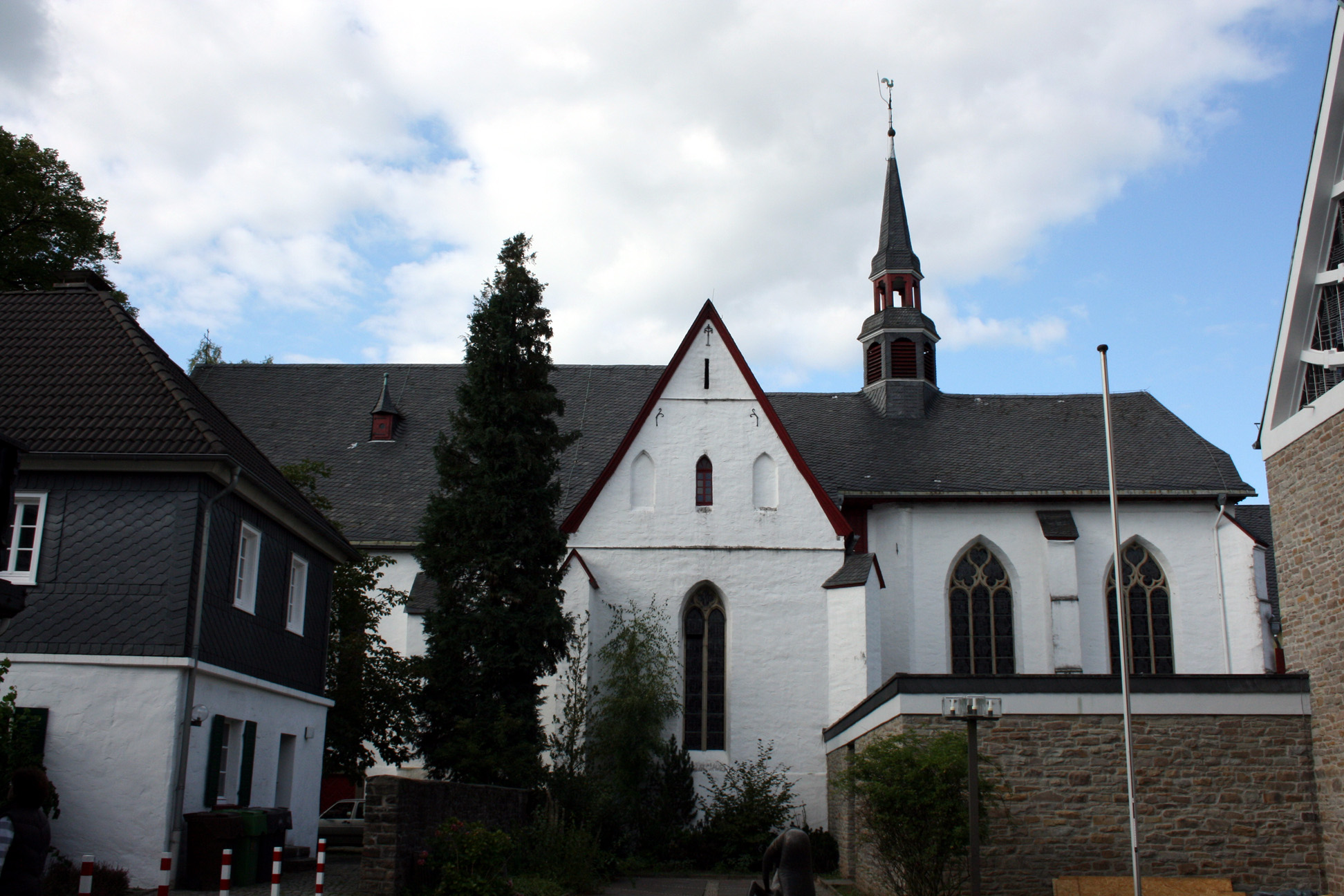
Wallfahrtskirche St. Mariä Heimsuchung in Marienheide, September 2008

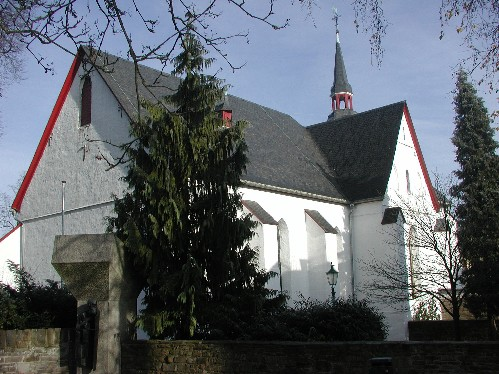
Wallfahrtskirche St. Mariä Heimsuchung in Marienheide, 2004

Die Wallfahrtskirche St. Mariä Heimsuchung ist eine denkmalgeschützte Kirche in Marienheide, Oberbergischer Kreis, Deutschland. Dabei handelt es sich um eine gotische Hallenkirche, die für das rheinische Gebiet eher ungewöhnlich ist.

## Geschichte
Erstmals wird der Bau der Kirche als Klosterkirche in einer Urkunde aus dem Jahr 1417 erwähnt. Dabei handelt es sich um einen Vorgängerbau der heutigen Kirche. Wahrscheinlich hielten die ersten Dominikaner nach 1423 Einzug. Die Vollendung des Baus wird für das Jahr 1470 angenommen. Eine erste Erweiterung – unter anderem um zwei Querschiffe – erfolgte im Jahr 1503. Anlass war die Neubesetzung des Klosters, da der Klausner Henricus kurz nach der Fertigstellung des Gebäudes starb. Durch einen Brand im Jahr 1717 wurde neben dem Klostergebäude auch das Dach der Kirche in Mitleidenschaft gezogen. Ende des 19. Jahrhunderts folgte eine komplette Neugestaltung. Unter anderem erhielten die Gewölbe und ihre Gurte Ausmalungen in Form von Blatt- und Rankenwerk. Der Zweite Weltkrieg brachte Zerstörungen der Dächer und der Fenster, die 1952 durch eine grundlegende Renovierung beseitigt wurden.

## Kirchengebäude
Es ist eine dreischiffige, spätgotische Hallenkirche mit derben Strebepfeilern und zum Teil sehr schmalen spitzbogischen Fenstern. Kein schwerer Turm ist hier zu finden. Ein schlankes Türmchen sitzt als Dachreiter auf der Vierung. An das Querhaus schließt sich ein langes Chorhaus an. Ist der Bau außen sehr einfach gestaltet, so weist sein Inneres umso reicheren Schmuck auf. Säulen, nicht Pfeiler teilen den Raum ein. Ein Hochaltar und zwei Seitenaltäre in schweren Barockformen sind aus dem 18. Jahrhundert. 
Das Kleinod des Baues aber ist ein wunderschönes Chorgestühl. Reich verzierte Seitenwangen mit den Bildnissen der Stifter tragen den mit feinsten Rankenwerk gezierten Baldachin. Manche Tierköpfe und Ornamente zeigen die üppige Phantasie des Künstlers.
Die Ausmaße der Kirche: Sie hat eine Länge von 34,80 Metern und eine Breite von 15,70 Metern. Dominierend in der Ausstattung sind drei Altäre, zwei weniger als noch 1761. Alle drei wurden nach dem Jahr 1700 erschaffen. Wichtigster Altar ist der Gnaden- und Marienaltar im südlichen Querhaus. Dort wird das mittelalterliche Marienbildnis aufbewahrt, das die Wallfahrtaktivitäten in Marienheide auslöste.

## Wallfahrten
Ursache für die Entstehung von Kloster und Kirche war der Einsiedler Henricus. Die Heiligenlegende besagt, dass Henricus nach einer Vision für 30 Taler in Köln ein Heiligenbildnis erstand. Schon auf dem Heimweg nach Marienheide soll sich diese Abbildung der Mutter Gottes als wundertätig erwiesen haben. Diese Nachricht sprach sich herum und zog in Folge immer mehr Pilger an. Jedes Jahr findet eine besondere Festwoche statt. Sie erfolgt von Sonntag bis Sonntag immer nach dem 2. Juli (Tag der Heimsuchung Mariens).